# Marianne Streiff-Feller

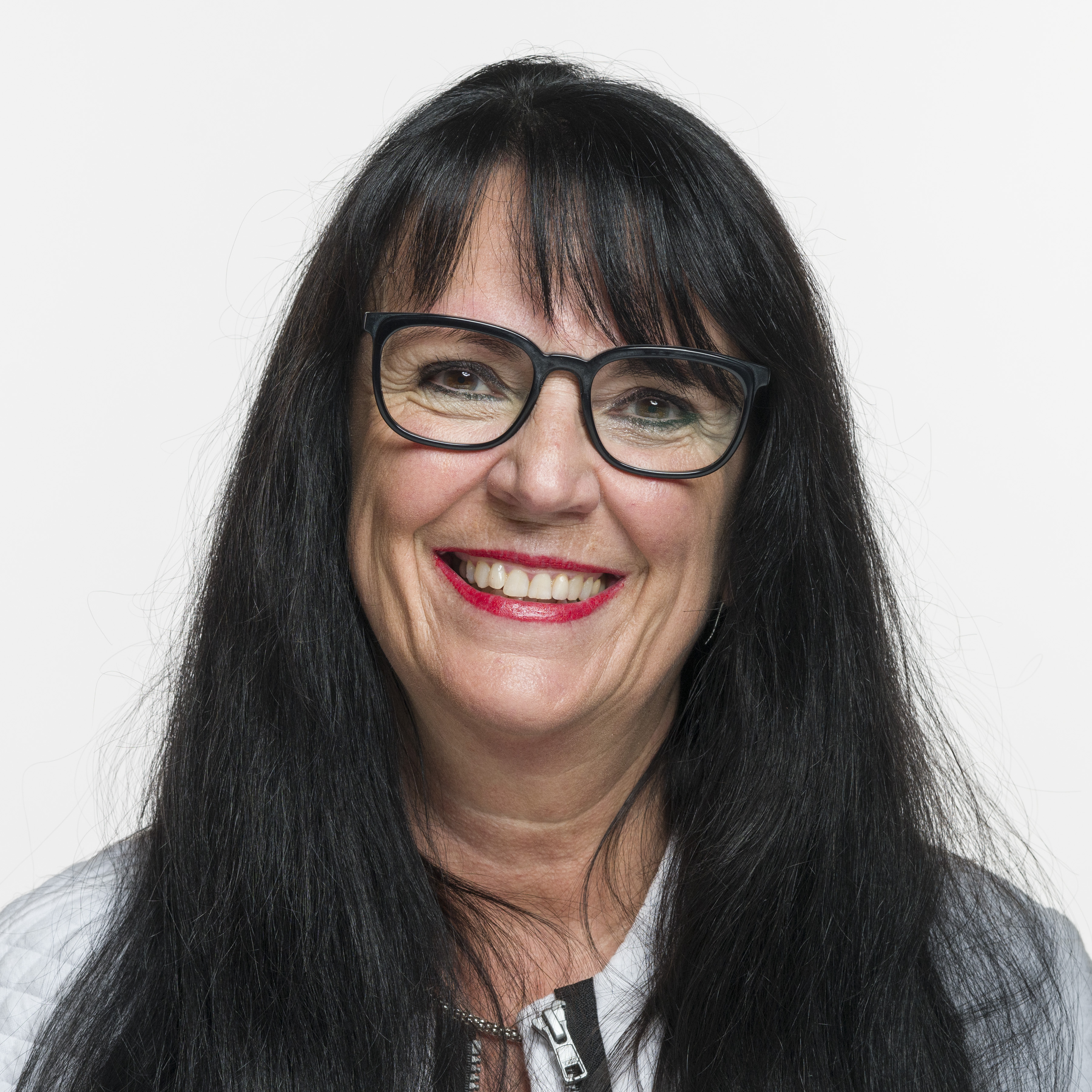
Marianne Streiff (2019)

Marianne Streiff-Feller (auch Marianne Streiff, * 17. August 1957 in Bern; heimatberechtigt in Betschwanden und Strättligen) ist eine Schweizer Politikerin (EVP).

## Leben
Streiff ist Tochter eines Polizisten und besuchte das Lehrerseminar. Während 33 Jahren war sie im bernischen Schuldienst tätig, zuletzt als Lehrerin am Berufsvorbereitenden Schuljahr für Integration an der BFF Bern. 2008 erwarb sie einen Abschluss in «Public Affairs Management» an der Hochschule für Wirtschaft Zürich.
Sie war von 1991 bis 1998 Mitglied des Gemeindeparlaments von Köniz. Von 1998 bis 2010 hatte sie Einsitz im Grossen Rat des Kantons Bern, wo sie von 2003 bis 2010 die EVP-Fraktion präsidierte. Von 2004 an stand sie als Mitglied des Gemeinderates von Köniz bis 2010 dem Sicherheitsdepartement vor. 2010 rückte sie für den zurückgetretenen Walter Donzé in den Nationalrat nach. Bei den Wahlen vom 23. Oktober 2011 wurde sie wiedergewählt. Ab 2010 war sie Vizepräsidentin der EVP Schweiz, von 2014 in Nachfolge von Heiner Studer bis 2021 Präsidentin. Nachfolgerin wurde Lilian Studer.
Sie war von 2009 bis 2022 Präsidentin von INSOS Schweiz (Branchenverband für Menschen mit Behinderung) und seit der Bildung 2021 der Föderation Artiset mit den Branchenverbänden INSOS, Curavita und Youvita Co-Präsidentin der Föderation.
Sie unterstützte die Konzernverantwortungsinitiative offiziell im bürgerlichen Komitee und ist Mitglied des Patronatskomitees von Aqua Viva. 2022 wurde ein Vorstoss Streiff-Fellers der ein Sexkaufverbot gemäss des nordischen Modells für Prostitution verlangt hätte, breit in den Medien rezipiert. Der Nationalrat lehnte den Vorstoss deutlich mit 177 Nein-Stimmen zu 11 Ja-Stimmen ab. Der Bundesrat hatte sich ebenfalls gegen den Vorschlag ausgesprochen.
Marianne Streiff trat am 27. November 2022 als Nationalrätin zurück. Ihr Nachfolger wurde Marc Jost.
Marianne Streiff ist verheiratet und hat drei erwachsene Kinder. Sie ist engagiertes Mitglied der reformierten Landeskirche.